# Otto Heinrich I. von Gemmingen-Hornberg
Otto Heinrich I. Reichsfreiherr von Gemmingen zu Hornberg (* 29. Oktober  1727 in Freiburg im Breisgau; † 3. Februar 1790 in Hoffenheim) gehörte dem Geschlecht der Herren von Gemmingen an, war Richter am Kaiserlichen Kammergericht in Wetzlar und Geheimrat im Rang eines Generalfeldmeisters.

## Leben
Otto Heinrich von Gemmingen wurde 1727 als siebtes von acht Kindern des Obristen Eberhard von Gemmingen-Hornberg (Oberst) und seiner Frau Anna Clara von Zyllenhard geboren. Da sein Vater am Italienfeldzug teilnahm und dessen Frau ihn begleitete, lebte er ab 1730 zusammen mit seinen Geschwistern bei einem Onkel in Heilbronn. Ab 1736 besuchte er das Pädagogium in Halle. Er zeigte viel Neigung für das Militärische, jedoch war sein Vater gegen diese Laufbahn und gab ihn die Hände seines Onkels Ludwig in Celle. Dieser schickte ihn schließlich zum Studium nach Göttingen. Später wurde er Auditor in Celle und 1745 außerordentlicher Hof- und Kanzleirat. 1751 wurde er Hofrat, 1752 Assessor beim kaiserlichen Kammergericht in Wetzlar. Am 22. Januar 1765 ernannte ihn Kaiser Franz I. zum Wirklichen Geheimen Rat, mit dem Rang gleich nach dem Generalfeldmeister Herzog von Aremberg, mit den Worten: ...er (Gemmingen) gehöre zu einem uralten, reichsstiftsmäßig bestverdienten Geschlecht, welches unter die Dynastien gehöre und unter anderem Anfang des 16. Jahrhunderts einen Kurfürsten in Mainz, einen Fürsten von Augsburg und einen Fürsten von Eichstätt zählte und .... welche sämtlich gegen allerhöchst deroselben glorreichste Vorfahren am heiligen römischen Reich und das durchlauchteste Erzhaus Österreich mittels ihrer ständig bewiesenen Treue und Ergebenheit zu deren unsterblichen Ruhm sich ganz ausnehmende Verdienste erworben haben.

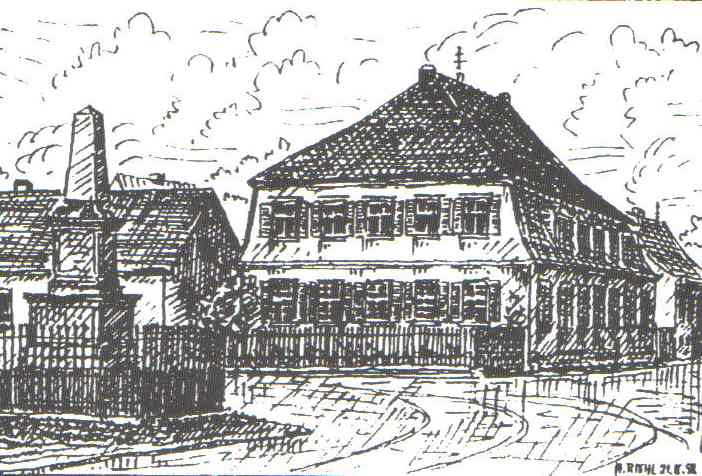
Schloss Hoffenheim, erbaut 1781 unter Otto Heinrich von Gemmingen

In Wetzlar lernte er die Witwe des 1744 verstorbenen Kammerrichters Ambrosius Franz Reichsgraf von Virmont und Bretzenheim, Gräfin Maria Elisabetha von Virmont, geborene Reichsgräfin von Nesselrode, kennen, mit der er sich vermählte und zum katholischen Glauben übertrat. Wegen der Abwesenheit seines Vaters und seines Bruders durch Kriege, legte er seine Tätigkeit in Wetzlar nieder und kümmerte sich um die Verwaltung der Familiengüter. In dieser Zeit wohnte er zeitweise in Rappenau, Wimpfen und Hoffenheim, das er 1771 kaufte. 1781 ließ er das Schloss Hoffenheim erbauen.
Nach wohl langer Zeit schien Otto Heinrich I. für die Hoffenheimer ein Glücksfall gewesen zu sein. Denn im Hoffenheimer Heimatbuch schreibt Kirchenrat Heinrich Neu: „Mit Otto Heinrich I. von Gemmingen bekam die Gemeinde erstmals einen Herren, für den sie nicht nur ein Handelsobjekt, sondern eine sittliche Aufgabe bedeutete. Von ihm wird bald lobend anerkannt, dass er das Wohl der Gemeinde in jeder Weise förderte; im Interesse der Landwirtschaft war es, wenn er z. B. anordnete, dass jeder Bürger 10 Spatzenköpfe abliefern sollte. Da die Felddiebstähle zunahmen, wurde verordnet: Jeder Bürger, der eines Felddiebstahls überführt wurde, wird das erste Mal mit Verlust des Bürgerrechts, bei Wiederholung mit Verweisung aus dem Ort und dazu mit Verlust des Bürgerrechts bestraft. Des Weiteren sollten junge Burschen, die nachts nach 10 Uhr auf der Straße angetroffen wurden, das erste Mal mit Arrest, das zweite Mal mit Stockstreichen bestraft werden.“
Am 3. Februar 1790 verstarb er an Gallenfieber in Hoffenheim und wurde dort auch bestattet. Sein Grabmal ist nicht mehr erhalten, doch in der evangelischen Pfarrkirche in Hoffenheim befindet sich noch ein Epitaph für Otto Heinrich, das seine Nachfahren errichten ließen.

## Familie
Er war in erster Ehe verheiratet mit Maria Elisabetha von Virmont, geborene von Nesselrode († 1774). Nach deren Tod vermählte er sich mit Clara Ludovika von Gemmingen (* 1753 in Luxemburg; † 6. November 1814 in Hoffenheim), der Tochter seines Bruders Sigmund (1724–1806).
Nachkommen:
- Otto Heinrich (1755–1836) ⚭ Charlotte Gräfin von Sickingen (1756–1826)
- Sigmund Eberhard (1779–1809), war nach einem Unfall in der Kindheit „blödsinnig und stumm“
- Henriette (1780–1824) ⚭ Johann Karl Friedrich von Reischach
- Franziska (1782–1861) ⚭ Johann Karl Friedrich von Reischach (2. Ehe nach dem Tode von Henriette)